# Liste der Monuments historiques in Brabant-en-Argonne
Die Liste der Monuments historiques in Brabant-en-Argonne führt die Monuments historiques in der französischen Gemeinde Brabant-en-Argonne auf.

## Liste der Objekte
| Bezeichnung                    | Beschreibung | Standort                     | Kennzeichnung | Schutzstatus | Datum | Bild |
| ------------------------------ | --- | ---------------------------- | ------------- | ------------ | ----- | ---- |
| Reliquiar des Pfarrers von Ars | Bronze, Stoff, 19. Jahrhundert                                                                                        | in der Kirche St-Rémi (Lage) | PM55001626    | Inscrit      | 1997  |      |
| Hauptaltar                     | Altartisch, Tabernakel, geschnitztes Antependium Taufe Chlodwigs; Holz, farbig gefasst und vergoldet, 17. Jahrhundert | in der Kirche St-Rémi (Lage) | PM55001244    | Classé       | 1998  |      |